# Temporallinje
Temporallinjerne er to kurvede linjer på pandebenet, der krydser midten; den øvre temporallinje og den nedre temporallinje. Den øvre hæfter på den temporale fascie, og den nedre indikerer den øvre grænse for temporalmusklens oprindelse.